# Zeeslag bij Playa Honda
Gedurende de Tachtigjarige Oorlog zijn er drie kleine zeeslagen gevoerd tussen de Republiek der Nederlanden en Spanje die aangeduid worden als Slag bij Playa Honda. Ze vonden plaats in de Filipijnen bij Playa Honda (tegenwoordig Botolan) in 1610, 1617, en 1624.

## Eerste Slag bij Playa Honda
De eerste slag vond plaats op 25 april 1610 toen tien Nederlandse schepen, onderweg voor een handelsmissie naar Japan, onderschept werden door de Spanjaarden. De Nederlanders verloren tijdens de slag drie schepen en hun admiraal, François Wittert. Het vlaggenschip en de almiranta gaven zich over en één schip ging verloren door brand. De andere schepen konden ontkomen. De Spanjaarden maakten 400.000 Pesos buit.

## Tweede Slag bij Playa Honda
De tweede slag bij Playa Honda vond plaats op 16 april 1617, toen Laurens Reael zestien schepen naar Manilla zond om de stad aan te vallen en in te nemen. Meerdere goede Nederlandse schepen, onder leiding van Joris van Spilbergen, gingen verloren tijdens deze harde zeeslag, waarbij de Spanjaarden geleid werden door admiraal Juan Roquillo.

## Derde Slag bij Playa Honda
De derde slag bij Playa Honda vond plaats op 11 juli 1624, waarbij de Nederlandse vloot uit elkaar gedreven werd en de schepen uiteindelijk vluchtten. De Spaanse kapitein Jeronimo de Silva werd door de Spaanse Audienca veroordeeld tot gevangenisstraf voor zijn beslissing de Nederlanders niet te achtervolgen.